# Mamacita (canção)
"Mamacita" (em coreano:  아야야; Ayaya, estilizado como "MAMACITA") é uma canção da boy band sul-coreana Super Junior, lançada como seu décimo quarto single e a primeira canção de seu sétimo álbum de estúdio, Mamacita, a ser promovida, lançada digitalmente em 29 de agosto de 2014, pela SM Entertainment, juntamente com o álbum completo.

## Visão geral
"Mamacita", composta e arranjada majoritariamente por Teddy Riley e Yoo Young-jin, é uma canção que traz diversas novidades musicais para o grupo, principalmente por se tratar de uma canção que tem como base a percussão indiana, misturada à bateria e ao piano, como em um remix feito por um DJ, transformando-a em uma canção do gênero new jack swing. Em 27 de agosto, um teaser para o videoclipe de "Mamacita" foi lançado no canal oficial da SM Entertainment no YouTube, seguido pelo videoclipe completo, lançado um dia depois. O vídeo musical de "Mamacita" alcançou 1 milhão de acessos em apenas oito horas. A primeira performance da canção foi realizada no programa musical Music Bank, em 29 de agosto.

## Desempenho nas tabelas musicais
| País           | Tabela                     | Melhor posição |
| -------------- | -------------------------- | -------------- |
| Coreia do Sul  | Gaon Single Chart          | 11             |
| Coreia do Sul  | Gaon Download Chart        | 24             |
| Coreia do Sul  | Gaon Social Chart          | 15             |
| Coreia do Sul  | Gaon Streaming Chart       | 43             |
| Coreia do Sul  | Gaon Mobile Chart          | 22             |
| China          | Baidu Real Time King Chart | 2              |
| China          | Baidu New Song Chart       | 3              |
| Estados Unidos | World Digital Songs        | 4              |

## Vitórias em programas musicais

### Show Champion
| Ano  | Data           | Canção     |
| ---- | -------------- | ---------- |
| 2014 | 10 de setembro | "Mamacita" |
| 2014 | 17 de setembro | "Mamacita" |

### M! Countdown
| Ano  | Data           | Canção     |
| ---- | -------------- | ---------- |
| 2014 | 11 de setembro | "Mamacita" |

### Music Bank
| Ano  | Data           | Canção     |
| ---- | -------------- | ---------- |
| 2014 | 12 de setembro | "Mamacita" |
| 2014 | 19 de setembro | "Mamacita" |

### Show! Music Core
| Ano  | Data           | Canção     |
| ---- | -------------- | ---------- |
| 2014 | 13 de setembro | "Mamacita" |
| 2014 | 20 de setembro | "Mamacita" |

### Inkigayo
| Ano  | Data           | Canção     |
| ---- | -------------- | ---------- |
| 2014 | 14 de setembro | "Mamacita" |
| 2014 | 21 de setembro | "Mamacita" |

## Versão japonesa
Mamacita-Ayaya- é o sexto single japonês da boy band sul-coreana Super Junior, lançado em 17 de dezembro de 2014, pela Avex Trax. O lançamento alcançou a primeira posição na tabela semanal de singles da Oricon. Mamacita-Ayaya- foi lançado em três versões: apenas CD, CD+DVD e ELF Japan, todas contendo o b-side "Lunar Eclipse".

## Lista de faixas
| N.º            | Título                                                    | Letras          | Música                                                 | Duração |  |
| 1.             | "Mamacita-Ayaya-"                                         | Tanaka Hidenori | Yoo Young-jin, DOM, Lee Hyun Seung, J.SOL, Teddy Riley | 3:30    |  |
| 2.             | "月蝕～Lunar Eclipse～"                                   | Tanaka Hidenori | Kenzie                                                 | 4:10    |  |
| 3.             | "Mamacita-Ayaya- (Instrumental)" (versão apenas CD)       | Tanaka Hidenori | Yoo Young-jin, DOM, Lee Hyun Seung, J.SOL, Teddy Riley | 3:30    |  |
| 4.             | "月蝕～Lunar Eclipse～ (Instrumental)" (versão apenas CD) | Tanaka Hidenori | Kenzie                                                 | 4:10    |  |
| Duração total: | Duração total:                                            | Duração total:  | Duração total:                                         | 15:20   |  |

DVD
1. Mamacita (videoclipe)
2. Blue World (making-of)

## Desempenho nas tabelas musicais

### Oricon
| Tabela                       | Melhor posição | Vendas  |
| ---------------------------- | -------------- | ------- |
| Oricon Daily Singles Chart   | 1              | 67,721+ |
| Oricon Weekly Singles Chart  | 1              | 67,721+ |
| Oricon Monthly Singles Chart | 5              | 67,721+ |